# Barleria gibsonii
Barleria gibsonii es una especie de planta con flores del género Barleria, familia Acanthaceae.
Es nativa de India.